# Biysky (huyện)
Huyện Biysky (tiếng Nga: ? райо́н) là một huyện hành chính tự quản (raion), của Vùng Altai, Nga. Huyện có diện tích 2300 km². Trung tâm của huyện đóng ở Biysk.